# 李孝友
李孝友（?—?），唐朝宗室，淮安王李神通的儿子，唐太祖李虎的曾孙，郑王李亮的孙子。
唐高祖武德五年（622年），唐高祖李渊敕封宗室诸王，李神通的儿子们：李道彦封胶东郡王，李孝詧封高密郡王，李孝同封淄川郡王，李孝慈封广平郡王，李孝友封河间郡王，李孝節封清河郡王，李孝义封胶西郡王。唐太宗即位后，疏属之王都降为公，于是李孝友降封河间公。《新唐书宗室世系表》记载河間郡公是李孝本。约唐高宗初年，李孝友官至尚書左丞。其子李珍，约在唐高宗末年官至工部尚书。李珍子李楚卿，官至邛州刺史、御史中丞。